# Clara et son Juge

Clara et son Juge est un téléfilm français réalisé par Joël Santoni, tourné en 1995 et diffusé en 1997 sur TF1.

## Synopsis
Antoine Larcher est un juge à la retraite. Un jour, il assiste à un terrible accident dans lequel, Clara Calvino, une adolescente voit sa mère mourir sous ses yeux. Il se prend alors d'affection pour elle, parce qu'elle lui rappelle sa fille, décédée vingt ans auparavant avec sa mère justement dans un accident de la route. Il se rend vite compte que Clara cache un lourd secret. La jeune fille, déterminée, est prête à tout pour sortir son père de la détresse émotionnelle dans laquelle il était plongé depuis le décès de sa femme et pour que la vie puisse reprendre son cours. En voulant l'aider, Antoine se retrouve à partager un secret dérangeant. L'histoire se complique lorsque Marcello, le père de Clara, est soupçonné dans une affaire de meurtre. Antoine doit s'efforcer alors de détourner les soupçons de Marcello, tout en protégeant le secret de Clara. De son coté, Clara se lie d'amitié avec Jacqueline, la mère de la meilleure amie de sa petite soeur, Maria, une mère célibataire. Elle retrouve en Jacqueline une figure maternelle qui la décharge des responsabilités d'adulte qu'elle s'est elle-même données.

## Fiche technique
- Titre : Clara et son Juge
- Réalisation : Joël Santoni
- Production : Pascale Breugnot
- Sociétés de production : TF1, Banco Production
- Musique : Serge Franklin
- Montage : Eva Zora
- Costumes : Sylviane Combes
- Photographie : Jean-Francis Gondre
- Son : Michel Picardat
- Décors : Pierre Voisin
- Pays d'origine :  France
- Genre : Drame
- Durée : 95 min

## Distribution
- Jean Rochefort : le juge Larcher
- Élodie Navarre : Clara
- Catherine Rich : Dora
- Serge Avedikian : Calvino
- Cécile Paoli : Jacqueline
- Jocelyn Quivrin : Jeff
- Annick Blancheteau : Cécile
- Erick Desmarestz : Portalis
- Marion Ducamp : Maria

## Anecdotes
- Il s'agit du tout premier rôle d'Élodie Navarre, repérée dans le métro par un directeur de casting alors qu'elle avait 16 ans[1].
- Le téléfilm a été tourné à Versailles et à Saint-Germain-en-Laye.